# Brasão de armas de Santa Lúcia
O brasão de armas de Santa Lúcia foi desenhado por Sydney Bagshaw em 1967 e foi adoptado no mesmo ano durante a pré-independência e a tempo do auto-governo interino. O lema nacional encontra-se ao fundo do escudo.
Este símbolo representa o selo oficial do Governo de Santa Lúcia. O brasão de armas é composto pelos seguintes elementos:
- Rosa de Tudor - Inglaterra
- Flor-de-lis - França
- Banco - África
- Tocha - Farol que ilumina o caminho
- Papagaio de Santa Lúcia - Amazona versicolor, a ave nacional